# 가격 혁명
가격 혁명(價格革命, 영어: Price Revolution, 스페인어: Revolución de los precios)은 15세기 하반기에서 17세기 상반기 사이에 일어났던 일련의 경제적 사태로, 서유럽의 물가가 폭등한 인플레이션을 특징으로 한다. 150년간 물가가 대략 6배 올랐으며, 매년 인플레이션 수치는 1-1.5%꼴이었다. 현대 기준으로 보면 높지 않은 수치이지만, 16세기 기준으로는 엄청난 물가상승이었다.
일반적으로, 이 물가상승의 원인은 멕시코, 페루를 비롯한 스페인 제국의 신대륙 식민지에서 서인도 선단을 통해 유입된 막대한 양의 금, 은이라고 여겨진다.:70 이렇게 정금이 유입되면서 스페인의 물가가 상승했고, 이것은 스페인의 경상수지 적자로 인해 서유럽 전역으로 확산되었다. 이것은 많은 유럽 국가들의 통화 공급과 가격 수준을 확대시켰다. 금, 은의 유입과 함께 인구가 증가하고 도시화가 진행되면서 대항해시대 이전의 물가는 회복되지 못했고, 가격 혁명이 영구화되었다.

## 같이 보기
- 상업 혁명